# IC 5163
IC 5163 — галактика типу *2 (подвійна зірка) у сузір'ї Пегас.
Цей об'єкт міститься в оригінальній редакції індексного каталогу.